# Catherine Boileau
Catherine Boileau est une pharmacienne biologiste française spécialisée dans la génétique, directrice de différentes unités de l'Inserm et lauréate du Grand Prix scientifique de la Fondation Lefoulon-Delalande de 2018 pour avoir co-découvert le rôle du gène PCSK9 dans le métabolisme du cholestérol.

## Biographie
En 1980, elle intègre l’internat en pharmacie à Paris. De 1984 à 1989 elle est assistante hospitalo-universitaire à l’hôpital Ambroise-Paré, à Boulogne- Billancourt.
En 1993, elle soutient une thèse de doctorat en génétique humaine sur le syndrome de Marfan et l’hypercholestérolémie.
Depuis 1994. elle est directrice d’un groupe de recherche dans différentes unités de l'INSERM (unités 73, 383, 781, 698 et puis 1148).
En 1996, elle crée une consultation multidisciplinaire, dirigée par Guillaume Jondeau et installée à l’hôpital Bichat-Claude-Bernard, pour les patients atteints du syndrome de Marfan, En 1998, afin de fédérer les chercheurs qui travaillent à l’identification de nouveaux gènes impliqués dans l’hypercholestérolémie familiale, elle lance un réseau national de recherche dédié à cette maladie génétique, qui deviendra le projet CHOPIN.
En 2003, son équipe et elle mettent la main sur un nouveau gène impliqué dans le métabolisme du cholestérol : PCSK9, auparavant nommé NARC-1.
Depuis 2014. elle est professeur des universités-praticien hospitalier au département de génétique de l’hôpital Bichat.

## Distinctions et récompenses
- Grand Prix scientifique de la Fondation Lefoulon-Delalande en 2018[3]
- Grand prix de reconnaissance scientifique de la fondation Baillet-Latour en 2019[4],[5]